# Feldexperiment
Das Feldexperiment ist eine Forschungsart, bei der eine Untersuchung in Form eines Experimentes durchgeführt wird. Diese steht im Gegensatz zu einer anderen experimentellen Versuchsanordnung, dem Laborexperiment.

## Definition
Das Feldexperiment findet, anders als das Laborexperiment, nicht in einem speziellen Untersuchungsraum bzw. Labor statt, sondern im natürlichen Umfeld. Bei Feldexperimenten mit Menschen wissen die Versuchspersonen nicht, dass sie an einem Experiment teilnehmen, sodass ihr Verhalten völlig „natürlich“ ist.
Im Feldexperiment werden alle verfügbaren Kontrolltechniken angewendet; aus der Tatsache der experimentellen  Untersuchung im „Feld“ ergeben sich jedoch Einflussmöglichkeiten auf den Ablauf des Experiments, die der Versuchsleiter nicht abwehren kann oder gerade – z. B. im Fall der Übertragung eines im Labor erprobten Sachverhalts auf die „natürlichen Bedingungen“ – studieren will. Insbesondere sozialpsychologische Aspekte des Experiments wirken im Feldexperiment, die zwar den Anspruch schmälern, Kausalitäten aufzudecken, die ökologische Validität des experimentellen Befunds hingegen erhöhen können.

## Kritische Würdigung
Die Vorteile des Feldexperiments bestehen in der hohen externen Validität und in der Realitätsnähe der experimentellen Situation. Nachteile sind die geringere interne Validität, aufgrund ungenügender Kontrolle des Ablaufs und der Situation durch den Versuchsleiter, sowie ethische Bedenken bei Versuchen mit Menschen, die ohne ihre Einwilligung Versuchsobjekte sind.